# Mnichovská dohoda

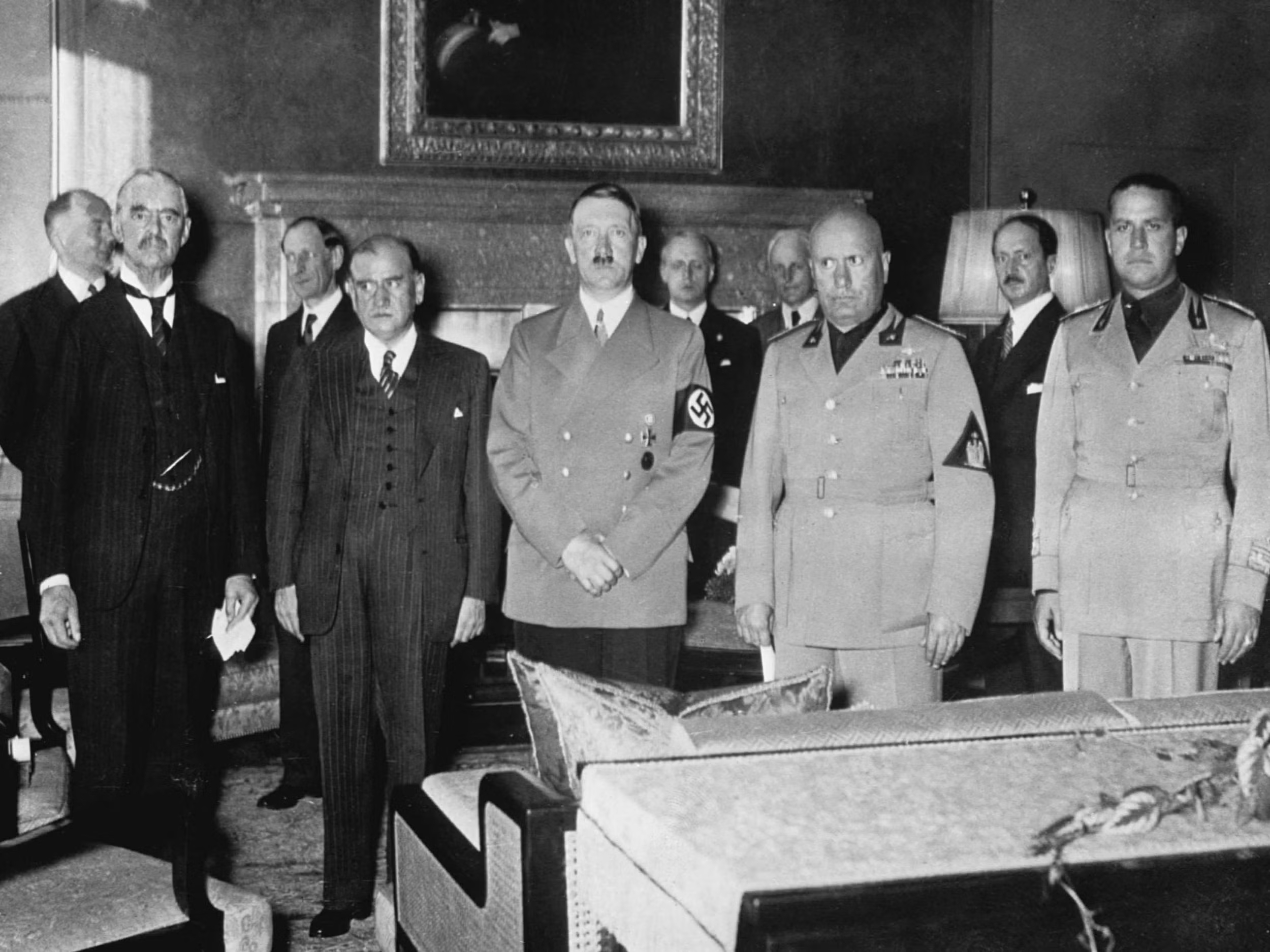
Fotografie z průběhu mnichovských jednání – zleva: Neville Chamberlain za Velkou Británii, Édouard Daladier, zástupce Francie, Adolf Hitler za nacistické Německo a Benito Mussolini za fašistickou Itálii

Mnichovská dohoda (neboli mnichovská zrada či mnichovský diktát) byla dohoda mezi nacistickým Německem, Itálií, Francií a Velkou Británií o postoupení pohraničních území Československa Německu. Byla dojednána 29. září 1938 v Mnichově v tzv. Führerbau (ve všech jazykových verzích pak byla podepsána po půlnoci, tj. 30. září 1938).
Zástupci čtyř zemí – Neville Chamberlain (Velká Británie), Édouard Daladier (Francie), Adolf Hitler (Německo) a Benito Mussolini (Itálie) – se dohodli, že Československo musí do 10. října postoupit pohraniční území obývané Němci (Sudety) Německu. Zástupci československé strany (Hubert Masařík, Vojtěch Mastný) byli přítomni, ale k jednání samotnému nebyli přizváni.
Mnichovská dohoda byla završením činnosti Sudetoněmecké strany Konráda Henleina a vyvrcholením snah německého kancléře Adolfa Hitlera rozbít demokratické Československo, což bylo jedním z jeho postupných cílů k ovládnutí Evropy. Mnichovská dohoda je příkladem politiky ústupků, appeasementu.

## Příčiny mnichovské dohody

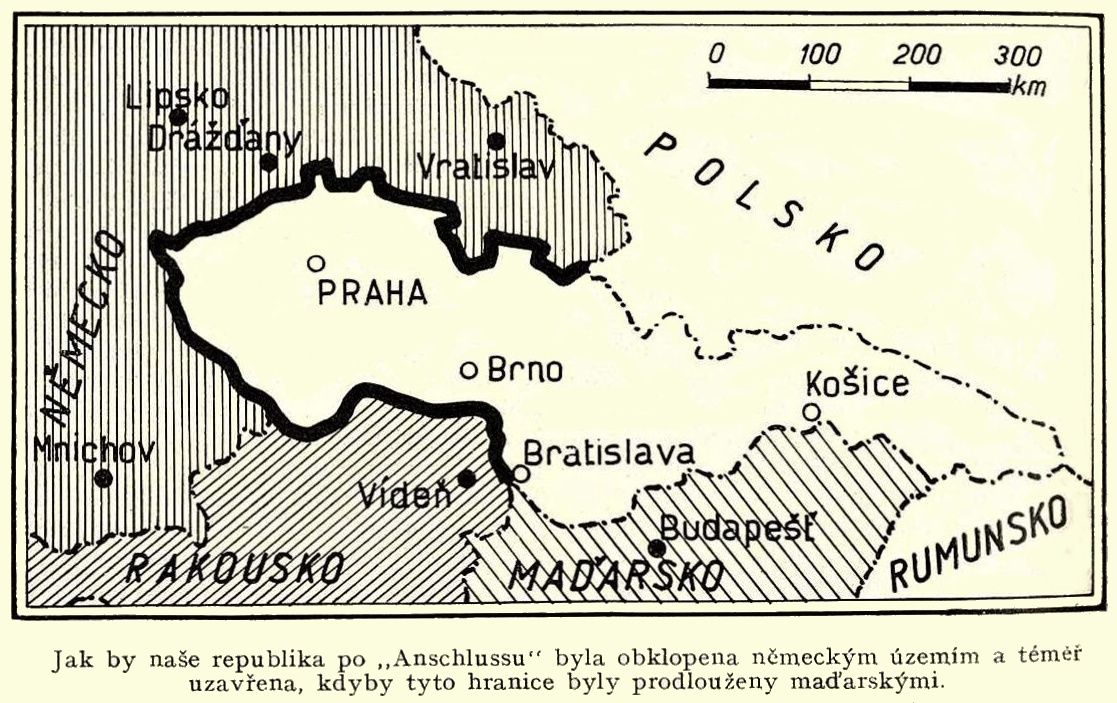
Představy v roce 1931 o uzavřenosti Československa v německém prostoru po anšlusu. V době mnichovské dohody si územní nároky vůči Československu dělalo nejen Německo (rozšířené o Rakousko) a Maďarsko, ale i Polsko. Jedinou „přátelskou hranicí“ tak byl krátký úsek československo-rumunské hranice na úplném východě Československa.

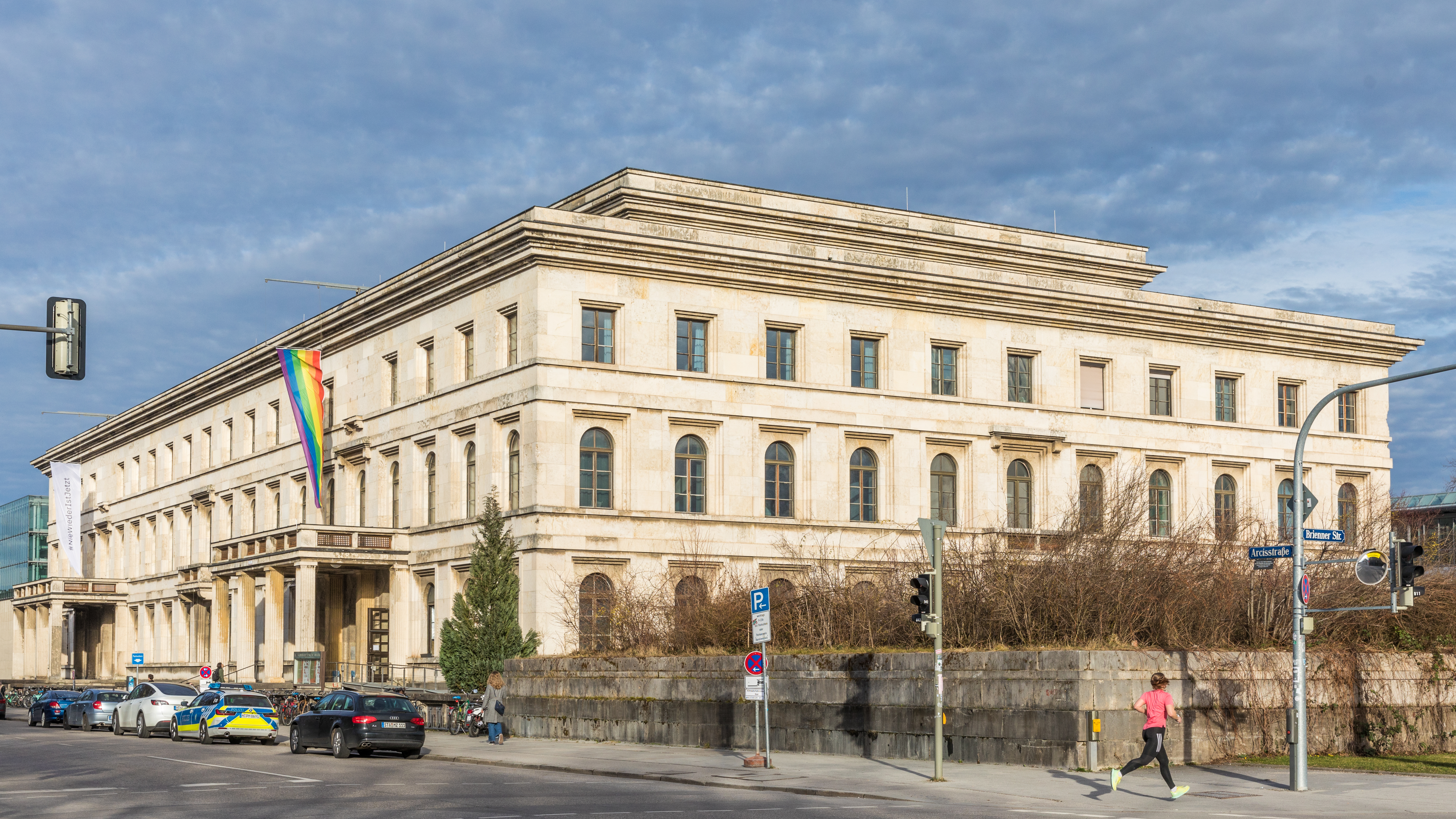
Budova (dnešní Musik Hochschule), ve které došlo k podpisu Mnichovské dohody

Od roku 1925 bylo Československo vázáno podle locarnských dohod, kde se zavázalo vzájemné spory řešit prostřednictvím arbitrážních smluv. Zásadním bodem locarnských dohod byl bezpečnostní charakter mezinárodních záruk německých západních hranic prostřednictvím Rýnského garančního paktu, ovšem východní hranice Německa smluvně zaručeny nebyly, naopak zde existovala možnost jejich revize.
Světová hospodářská krize ve 30. letech zasáhla německé obyvatelstvo mnohem více než české. Pohraničí bylo navázáno na další závody v Německu, odkud získávalo jak dodávky, tak tam vyváželo svoje výrobky. Nedobrá hospodářská situace v regionu, prudký růst nezaměstnanosti (až na úroveň přibližně 30 %) se výrazně projevil na faktu, že stále více sudetských Němců začínalo sympatizovat s krajně nacionalistickými názory, které představoval Konrád Henlein a jeho Sudetendeutsche Heimatsfront (SHF), přeměněné později na Sudetendeutsche Partei (SdP). Henlein vyzýval k otevřenému odporu proti československé vládě a mnoho Němců se začalo s jeho názory ztotožňovat.
Od roku 1933, kdy se nacisté chopili moci v Německu, bylo Československo ve vážném nebezpečí stran německé expanze, která měla své motivy politické (revizionismus), ideologické (nároky na údajná bývalá území německé říše a expanze na východ), strategické (průmyslový potenciál českých zemí a jejich poloha). Tomuto nebezpečí se Československo snažilo čelit jak budováním silné moderní armády a pohraničních opevnění, tak i posilováním spojeneckých svazků nově i se Sovětským svazem.
Francie a SSSR, hlavní spojenci Československa, neměli zájem o další krvavý konflikt s Německem. Podstatnou slabinou byla neurčitá formulace Spojenecké smlouvy s Francií, navržená československou diplomacií, vázání pomoci SSSR na kroky Francie, a nedostatečné kroky československé diplomacie u dalších velmocí, které by zaručovaly neměnnou podobu východních hranic Německa.
Německé nároky vůči Československu pak byly před světovou veřejností vysvětlovány jako částečná náprava Versailleského systému, který nastavil Německu příliš tvrdé podmínky po první světové válce, a také naplnění přirozeného práva na sebeurčení pro etnické Němce v Československu. Důsledkem toho všeho bylo, že velmoci, na jejichž pomoc při obraně proti německé agresi československá vláda nejvíce spoléhala, měly snahu se s nacisty dohodnout a předejít tak scénáři, který vedl k první světové válce, a to i za cenu obětování Československa.
Podle názoru některých historiků a novinářů k mnichovské dohodě přispěla politická a diplomatická selhání československé vlády. Obdobné stanovisko zastává sudetoněmecká interpretace, podle které nese československá politika sama odpovědnost za zničení státu.

## Československo a jeho mezinárodní smlouvy
Československo se v článku 86 Versailleské smlouvy zavázalo přijmout v budoucnosti případná opatření, která by vítězné mocnosti udělaly k ochraně menšin na československém území.
Sovětský ministr zahraničí Maxim Maximovič Litvinov, který se v 30. letech snažil orientovat zahraniční politiku Sovětského svazu na spojenectví se západními mocnostmi proti nacistickému Německu, byl hlavním architektem smlouvy o vzájemné vojenské pomoci mezi Francií a Sovětským svazem z roku 1935, která byla reakci na vzrůstající agresivitu Německa. O několik dní později byla uzavřena Československo-sovětská smlouva o vojenské pomoci, ta však byla vázána na podmínku, že v případě napadení Německem zasáhne vojensky i Francie.
Československo-sovětská smlouva z roku 1935 byla jedinou mezinárodní smlouvou vymezující vzájemnou vojenskou pomoc v případě útoku Německa. Problematická byla možná účinnost zásahu Rudé armády, která nemohla být přesunuta přes Polsko, se kterým byla jednání o možnostech průjezdu neúspěšná. Pro přechod přes Rumunsko nebyla do září 1938 podepsána konkrétní dohoda o výstavbě speciální železnice pro armádní tranzit. Maxim Litvinov v letech 1937 a 1938 opakovaně prohlásil, že Sovětský svaz v případě války i přes podepsanou spojeneckou smlouvu neposkytne Československu pomoc, neboť jeho armáda není na takovou operaci připravena, ale Stalin v říjnu 1938 prostřednictvím svých diplomatů potvrdil tehdejší závazek sovětské vojenské pomoci Československu za předpokladu francouzského zásahu. Český publicista Karel Pacner vyslovil domněnku, že sovětští diplomaté naoko prosazovali vytvoření celoevropského systému kolektivní bezpečnosti proti Třetí říši, ale sovětský vůdce Stalin si ovšem ve skutečnosti přál válku mezi Německem a západem, při které by se obě strany vojensky vyčerpaly. Poté by Sovětský svaz mohl obsadit celou Evropu.
Československo mělo od roku 1924 podepsanou spojeneckou smlouvu s Francií, kde se smluvní strany zavázaly, že v případě ohrožení společných zájmů se shodnou na opatřeních, jež je měla chránit. Text ovšem postrádal ustanovení o vzájemné vojenské pomoci. Signatáři měli v tomto ohledu volnost a suverenitu rozhodování. Tuto neurčitost vnesla do dokumentu československá diplomacie.
16. října 1925 Československo podepsalo Garanční smlouvu. Tento dokument vznikl v rámci Locarnských dohod. Určoval, že Francie a Československo si poskytnou vojenskou pomoc, stanou-li se cílem nevyprovokované agrese, a to i za situace, že se Rada Společnosti národů (SN) nevyjádří jednomyslně ve věci označení agresora. Jednomyslnost členy SN opravňovala pomáhat vojensky napadené zemi. To ale jen v případě, že s eventuálním francouzským postupem přes Rýn budou souhlasit ostatní signatáři Rýnského bezpečnostního paktu, kterým bylo mimo jiné Německo. Garanční smlouva neumožňovala ochranu před expanzí Německa.
Malá dohoda (vojensko-politické spojenectví z roku 1921 složené z Československa, Jugoslávie a Rumunska) byla zaměřena proti Rakousku a Maďarsku, nikoli proti Německu.
Československo mělo v rámci Locarnských dohod arbitrážní dohodu s Německem, kde se zavázaly vzájemné spory řešit prostřednictvím arbitrážních smluv a prostřednictvím plnomocníků, Stálého dvora mezinárodní spravedlnosti, Rozhodčího soudu, Stálé smírčí komise nebo spor předložit Radě Společnosti národů.

## Mnichovská krize

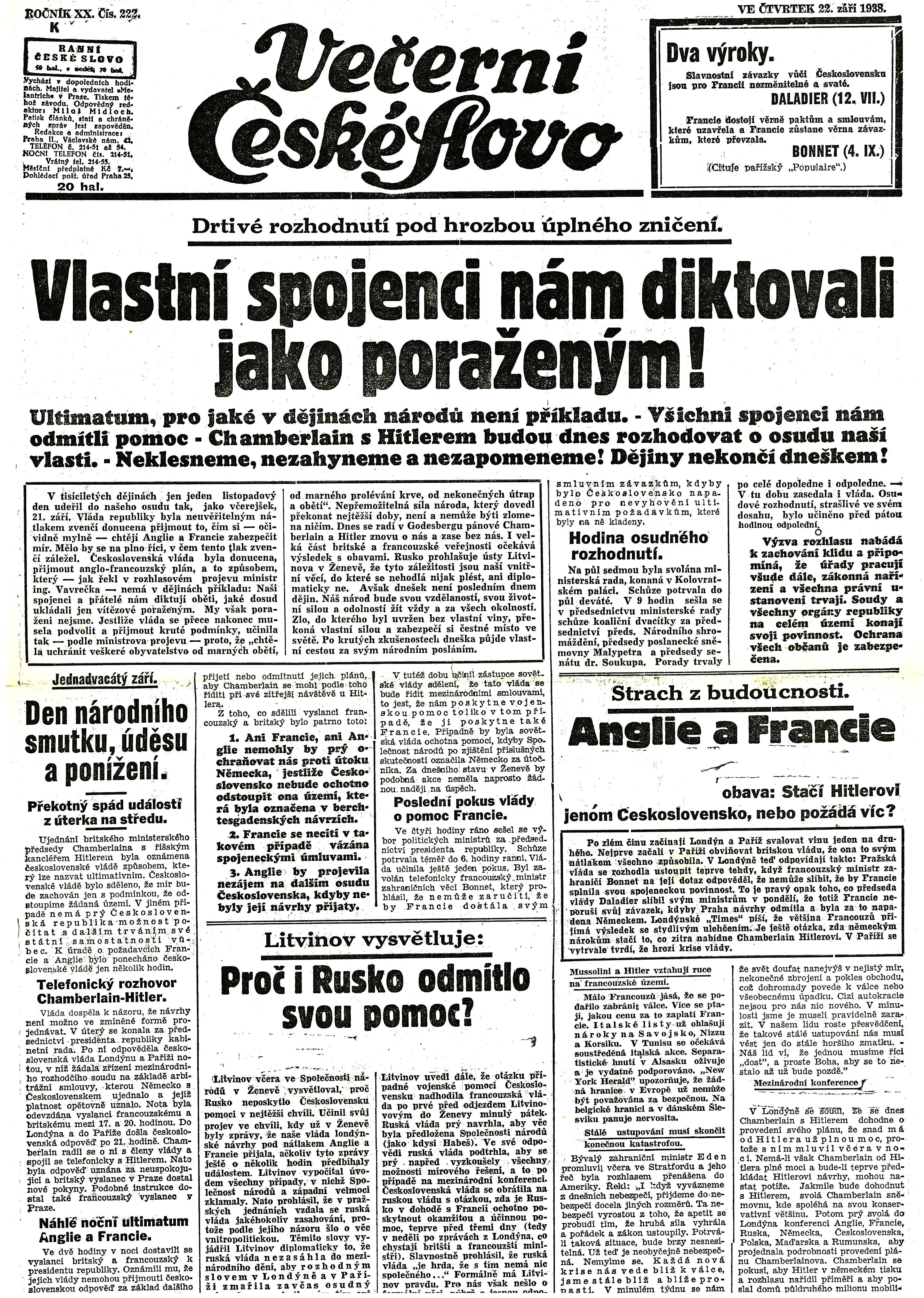
Titulní strana Večerního Českého Slova 22. září 1938

### Německo-československé vztahy

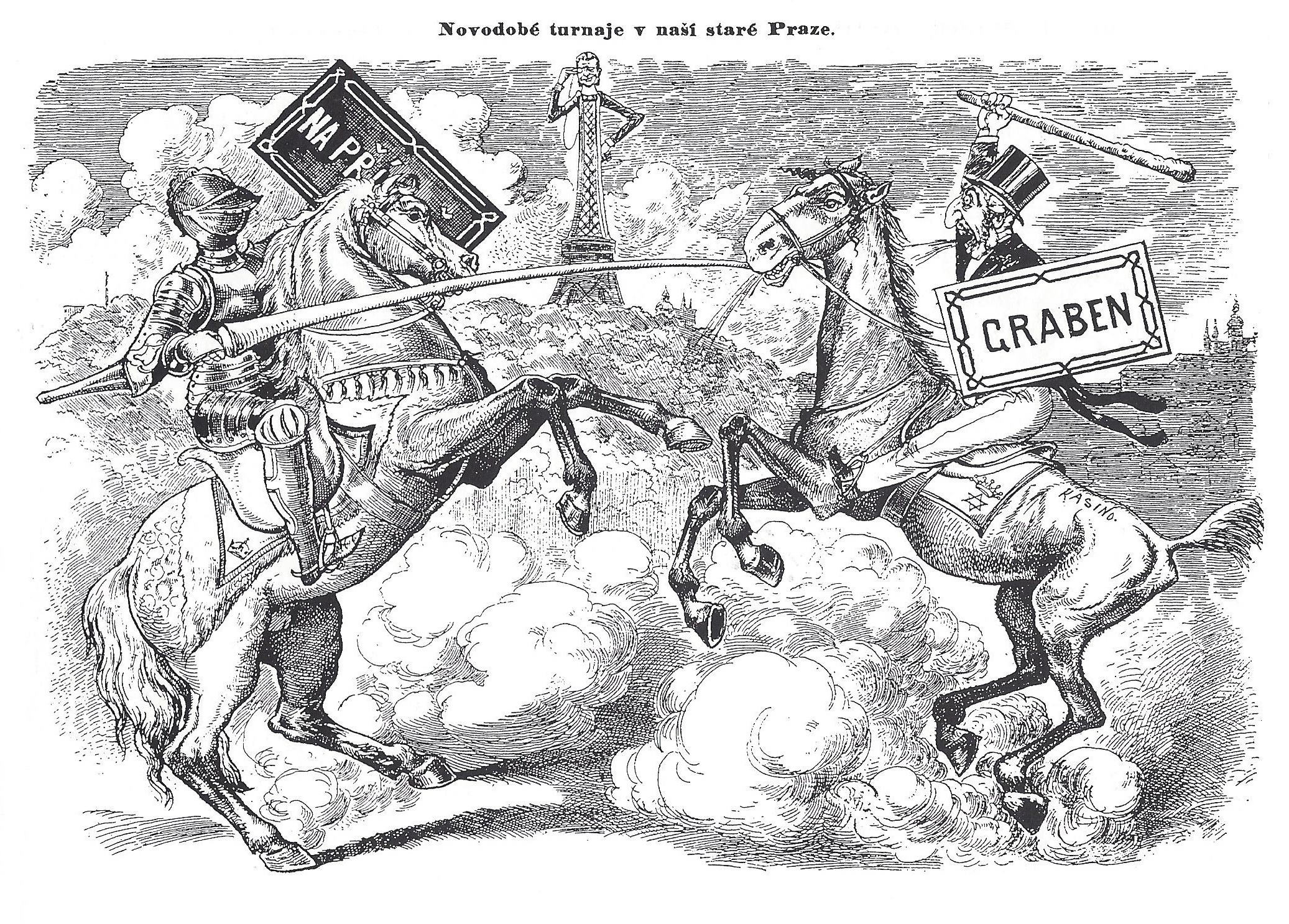
Česko-německé jazykové střety v 19. století

Německo-české vztahy byly konfrontační již v 19. století, kdy začal zrychlený růst nejdříve německého a následně i českého nacionalismu a utváření se moderního německého a českého národa. Český národní program se opíral o tzv. české státní právo, v rámci kterého Češi požadovali jednotu Zemí Koruny české a rovnoprávnost češtiny s němčinou. Němci naproti tomu požadovali své vlastní oddělené území a nechtěli být národnostní menšinou.
Po skončení první světové války tak Němci žijící na území českých zemí požadovali rozdělení těchto zemí podle etnického hlediska a připojení území s německým osídlením k německému Rakousku, resp. Německé říši. Češi chtěli, aby se české země jako celek staly součástí Československa a česko-německé vztahy na území těchto zemí byly řešeny jako vnitrostátní otázka. Česká reprezentace se odmítla pohraničních území vzdát s odůvodněním, že nový československý stát nemůže ekonomicky, sociálně ani politicky existovat bez pohraničí českých zemí jinak, než jako koloniální protektorát Velkého Německa. Rozhodla se proto pro vojenské obsazení nárokovaného území. Toto obsazení proběhlo (kromě Mostu, kde se bojovalo) klidně, k větším střetům došlo až 4. března 1919, kdy se měl ve Vídni sejít nově zvolený německo-rakouský parlament. Čeští Němci na tento den svolali demonstrace za právo na sebeurčení, spojené se všeobecnou stávkou. Během demonstrací došlo na řadě míst ke střetům Němců s českými vojenskými jednotkami. Výsledkem střetů bylo několik desítek mrtvých Němců a dva zastřelení čeští vojáci. Nejvíce mrtvých bylo v Kadani. Z krajního německého pohledu šlo o poklidné demonstrace, zmasakrované českým vojskem. Z krajního českého pohledu šlo o včasné potlačení připraveného povstání českých Němců proti Československu.
Hitler od roku 1933 pravidelně navrhoval Československu smlouvu o neútočení podle vzoru polsko-německé smlouvy, která upravovala vztahy s německou menšinou a kde Německo fakticky uznalo existující německo-polskou hranici, to ale československý prezident Edvard Beneš (v té době ministr zahraničí) opakovaně odmítl.[zdroj?] Poté, co Československo uzavřelo 16. května 1935 pakt o vzájemné pomoci se Sovětským svazem, začalo být v německém tisku napadáno jako bolševické centrum ve střední Evropě. Neustávaly ani německé útoky na Československo jako stát, který pošlapává práva svých menšin. Beneš na nenávistné propagandistické útoky německého tisku reagoval tak, že označil otázku národnostních menšin za čistě vnitřní záležitost Československa. Vyjádřil také přesvědčení, že porozumění s Německem lze dosáhnout. Zároveň prohlásil, že Německo může být pro Československo nebezpečím, ale naopak to není možné. Snažil se zabránit mezinárodní izolaci Československa a přesvědčoval západní mocnosti o tom, že případné ústupky Československa Německu by měly značný dopad na celou západní Evropu. Vzhledem k neuspokojivým vztahům Čechů a Němců přijala československá vláda 18. února 1937 Program národnostní politiky, kterým vyšla vstříc požadavkům sudetských Němců. S tímto dokumentem souhlasily všechny německé politické strany, avšak Sudetoněmecká strana (SdP) ho ihned zpochybnila a zavrhla.

### Sled událostí
V červnu 1937 přikázal Hitler vypracovat plán vojenského útoku proti Československu; plán dostal krycí název „Fall Grün“ (Zelený plán). Plán vycházel z přesvědčení, že Francie ani Sovětský svaz Československu nepomohou.
17. října 1937 došlo v Teplicích k vyprovokovanému incidentu poslance SdP K. H. Franka s policií, při němž Frank bezdůvodně napadl a zranil tři policisty, což však bylo henleinovskou propagandou zneužito a vyloženo jako útok proti sudetoněmeckému poslanci (tzv. Teplický incident). Docházelo k neustálému stupňování sudetoněmeckých požadavků vůči vládě Československa, v jejichž pozadí stály zájmy Adolfa Hitlera.
V prosinci 1937 uspořádalo velení Wehrmachtu štábní cvičení s cílem útoku na ČSR. Plány se ale podařilo získat československé vojenské rozvědce, která tak získala přehled plánu německého útoku.
20. února 1938 Hitler prohlásil, že mezi zájem Německa patří ochrana Němců v Rakousku a Československu.

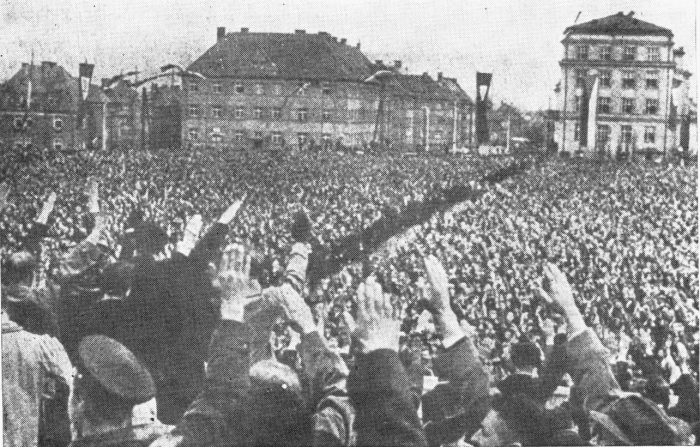
Stoupenci Sudetoněmecké strany v Liberci 1. května 1938

V březnu následoval anšlus Rakouska a Československo se dostalo ještě do většího ohrožení. Anšlus Rakouska zároveň podstatně změnil teritoriální status quo vytvořený Versailleskou smlouvou, přičemž ke změně situace došlo bez souhlasu Společnosti národů. Západní mocnosti protestovaly pouze formálně, přestože byl narušen celý princip evropské bezpečnosti vytvořený po první světové válce.
28. března 1938 navštívil Konrád Henlein Adolfa Hitlera v Berlíně, kde Hitler Henleinovi deklaroval, že SdP musí předkládat takové požadavky, které budou pro československou vládu nepřijatelné. Britský vojenský atašé v Praze podplukovník H. C. T. Stronge ve své zprávě z 3. dubna 1938 odhadoval, že Československá armáda by v případě vypuknutí války mohla vzdorovat německému Wehrmachtu sama asi čtvrt roku, avšak s podporou Francie, Sovětského svazu a případně Spojeného království neomezeně dlouho. Také náčelník generálního štábu německých pozemních sil Ludwig Beck v té době soudil, že Wehrmacht není zatím na válku s Československem připraven a pokud by se navíc do války zapojila Francie, skončil by střet pro třetí říši katastrofou. Beck spolu s dalšími důstojníky a politiky začal připravovat spiknutí, jehož cílem mělo být svržení Hitlera, pokud by opravdu vydal rozkaz k útoku na Československo. K tomu ale nedošlo.
21. dubna Hitler a německé vojenské velení rozpracovali podrobnější zásady plánu Fall Grün.[zdroj?]
V reakci na hlášení československé zpravodajské služby z 19. května o pohybech německých vojsk k československým hranicím, zahájilo Československo následující den mobilizaci záložních ročníků a zesílilo ostrahu hranic. Informace o hrozícím útoku se ukázaly jako mylné a do 23. května tato tzv. květnová krize pominula. Mobilizace upevnila československou státní moc v pohraničí, ale také odkryla Němcům nástupový plán československé armády. V důsledku krize přikázal Hitler přesunout plánovaný útok na Československo z jara 1939 na podzim 1938. Krize a hrozba války také znepokojily Velkou Británii a Francii, které začaly tlačit československou vládu k dohodě se Sudetoněmeckou stranou.

24. dubna 1938 Henlein na sjezdu SdP předložil Karlovarský program, který vycházel z jeho jednání s Adolfem Hitlerem. Tento dokument obsahoval i takové nároky, které byly z hlediska národnostního, z hlediska principů právního demokratického státu i z hlediska státní suverenity pro Československo nepřijatelné. V květnových a červnových volbách do obecních zastupitelstev získala SdP kolem 90 % hlasů německých voličů. 30. května Hitler vydal podrobné válečné směrnice k útoku na Československo. Dne 30. června 1938 bylo čs. vládou schváleno znění tzv. národnostního statutu, který byl velkým ústupkem vůči sudetským Němcům, avšak i tento dokument byl SdP v duchu „doporučení“ Adolfa Hitlera odmítnut.
3. srpna 1938 zahájil britský lord Walter Runciman pražskou misi, jejímž cílem bylo urovnat spory mezi československou vládou a německou menšinou, reprezentovanou SdP. Avšak i tato mise skončila bezvýsledně, protože SdP stále odmítala jakýkoliv kompromis. Počátkem září byl československou vládou schválen Návrh o postupu jednání ohledně úpravy národnostních otázek, který vznikl na základě přímých rozhovorů vyjednavačů SdP, a který vycházel v zásadě vstříc většině požadavků Karlovarského programu. Tento plán přijala jak Runcimanova mise, tak část z umírněnějších předáků SdP, kteří uznávali, že plní většinu Karlovarského programu. Po Henleinových dalších jednáních s Hitlerem ale SdP 7. září vyprovokovala incident v Moravské Ostravě, jehož vedení SdP využilo jako záminku k úplnému a konečnému přerušení jednání s prezidentem a vládou.

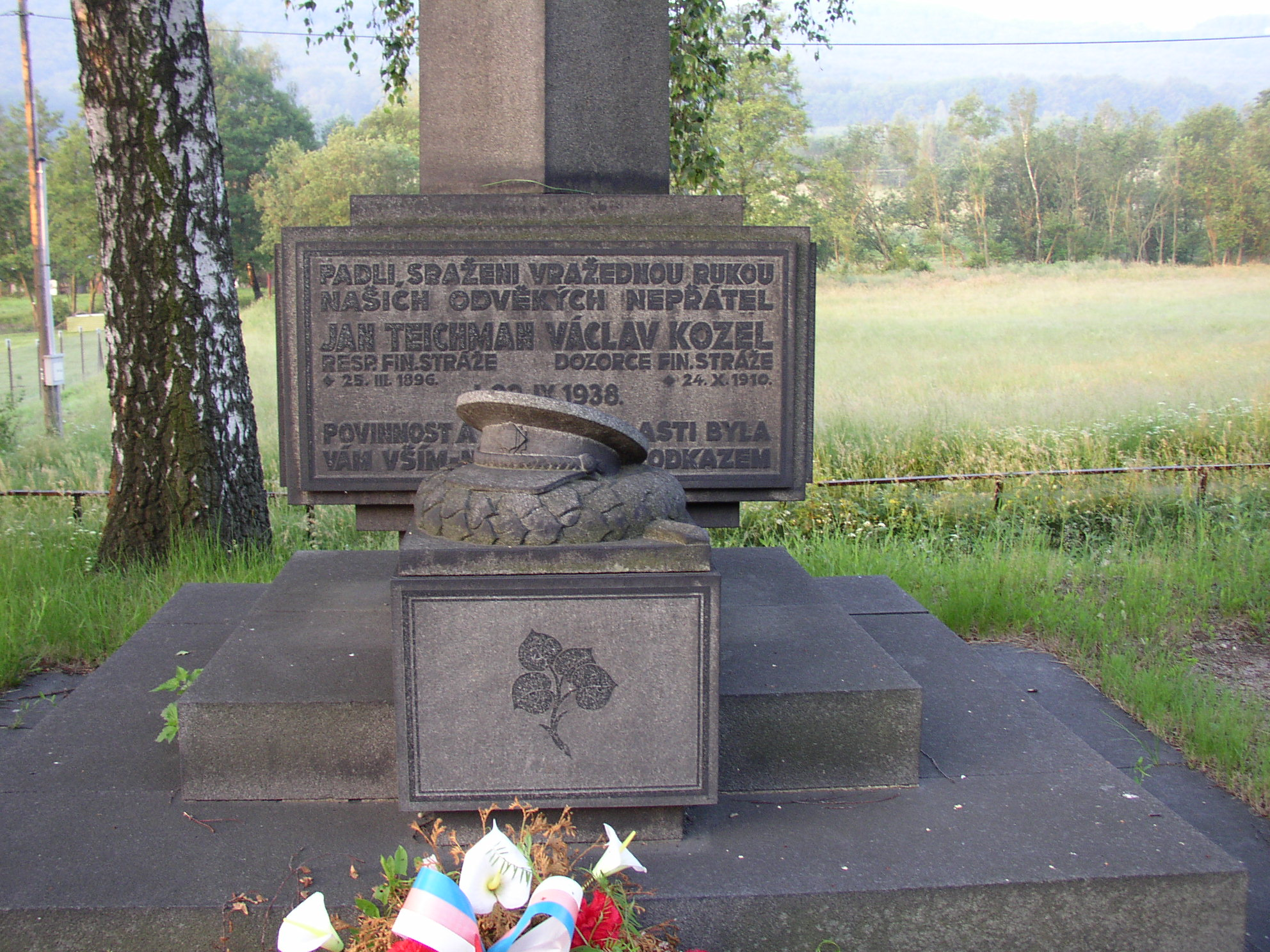
Památník příslušníků finanční stráže v Dolním Podluží, kteří padli při přestřelce s henleinovci

10. září prezident Beneš pronesl rozhlasový projev adresovaný Československu i celému světu. Celkem byl tlumočen do 13 jazyků. Mimo jiné prohlásil:
„Mám nezlomnou víru v náš stát, v jeho zdravost, v jeho sílu, v jeho odolnost, v jeho skvělou armádu a v nezdolatelného ducha a oddanost všeho lidu. A vím, že náš stát z dnešních obtíží vyjde vítězně.“

11. září titulky novin hlásaly: „Anglie a Francie ve střehu – celý den porad v Londýně, Paříži a Ženevě o situaci“ a dále: „Hitler chce ještě stupňovat nátlak“. Celá Evropa, a tím spíše Československo s napětím očekávalo Hitlerův projev naplánovaný na 12. září, tedy na závěr sjezdu NSDAP v Norimberku. Na mnoha místech republiky ve smíšených krajích se konaly henleinovské demonstrace, jednotně organizované, s velmi podobným průběhem.
Mezitím v německých oblastech stále rostlo napětí. Německá propaganda podněcovala sudetské Němce proti Čechům a množily se případy německých útoků na české obyvatelstvo. Tyto rozbroje přerostly 12. září v Sudetoněmecké povstání. Na sjezdu NSDAP v Norimberku Hitler kritizoval Československou vládu za útlak Němců, což podnítilo sudetské Němce k vyvolání povstání. Násilné nepokoje byly za dva dny Československou armádou i četnictvem rázně potlačeny a vedoucí činitelé SdP uprchli do Německa. Povstání eskalovalo 22. září, kdy nepokoje zachvátily další oblasti na Moravě a ve Slezsku.
13. září Československá vláda vyhlásila stanné právo v některých pohraničních okresech, kde začalo docházet k bojům. Nejznámější střet se stal v Habartově (tehdejším Habersbirku), kde němečtí ordneři přepadli četnickou stanici a zavraždili čtyři četníky. SdP dalo vládě šestihodinové ultimátum na odvolání stanného práva a stažení české policie ze Sudet, v němž bylo uvedeno, že pokud budou požadavky splněny, vedení SdP slibuje zajistit klid.
14. září probíhala policejní razie v chebských hotelích Welzel a Victoria, který v té době sloužil jako místní centrála SdP. Policie pátrala po ukrytých ilegálních zbraních (ve Victorii později nalezla 9 pistolí a 850 nábojů) a byla ze zálohy napadena střelbou ze dvou kulometů. V přestřelce zahynulo šest lidí, z toho jeden policista, dva železničáři a tři náhodní kolemjdoucí.
15. září s tajným pověření prezidenta Beneše odcestoval do Paříže ministr sociální věcí Jaromír Nečas tlumočit Benešovu ochotu vzdát se části pohraničního území, což podle tehdejších zákonů mohlo být pokládáno za velezradu. V plánu šlo o odstoupení 4000–6000 km² a přesídlení 1,5 až 2 milionů německých obyvatel do Německa s tím, že němečtí demokraté a Židé by zůstali v Československu. Cílem bylo zabránit požadavku západních mocností na konání plebiscitu, který se očekával podle zpráv československých vyslanců ve Francii a Velké Británii. V instrukci Beneš plebiscit označil za: „technicky právně a politicky nemožný“ a dále uvedl:
„8) Při plebiscitu uveďte, že nás chtějí dostat do situace, aby president Beneš vydal několik set tisíc demokratů, socialistů a Židů do masakru, jaký byl v Rakousku a jinde, do barbarství antisemitského vraždění a hanobení a do koncentračních táborů.“

 V instrukci Beneš dále zdůraznil Nečasovi:
„1) Nikdy nepřipustit, aby se mohlo říci, že plán pochází od Čechoslováků“ a dále „9) Neříci, že to pochází ode mne, 10) Neříci to Osuskému a žádat, aby s ním o tom nebylo mluveno, 11) Tyto papíry zničit.“

Téhož dne se Hitler na Berghofu sešel s britským ministerským předsedou Chamberlainem. Chamberlain se obával, že by kvůli Československu mohlo být Spojené království zavlečeno do války. S Hitlerem jednal z vlastní iniciativy, svůj postoj nekonzultoval s ministrem zahraničím lordem Halifaxem, ani ho nepředkládal na jednání vlády. Hitler po něm žádal připojení československých oblastí s převahou německého obyvatelstva k Německu. Chamberlain souhlasil.

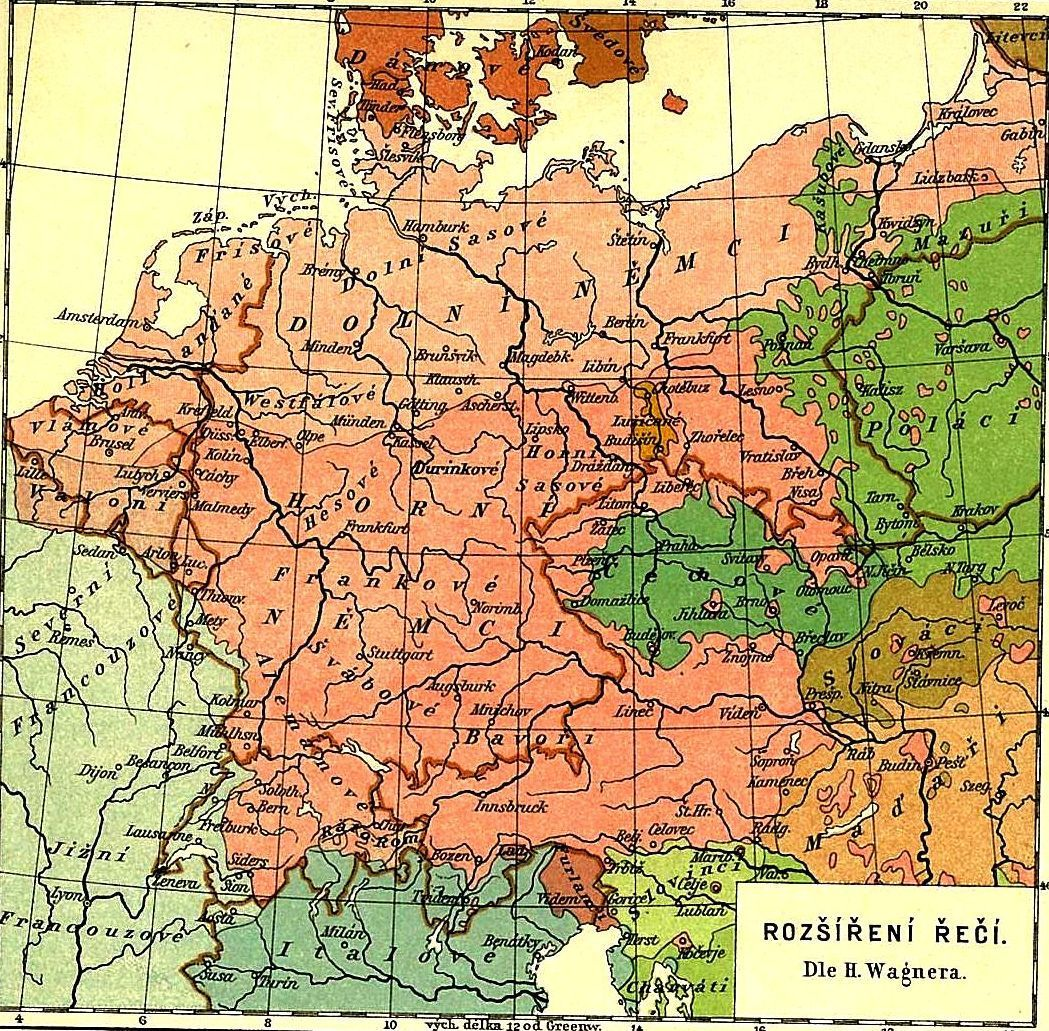
Národnosti na území českých zemí podle sčítání lidu v roce 1910

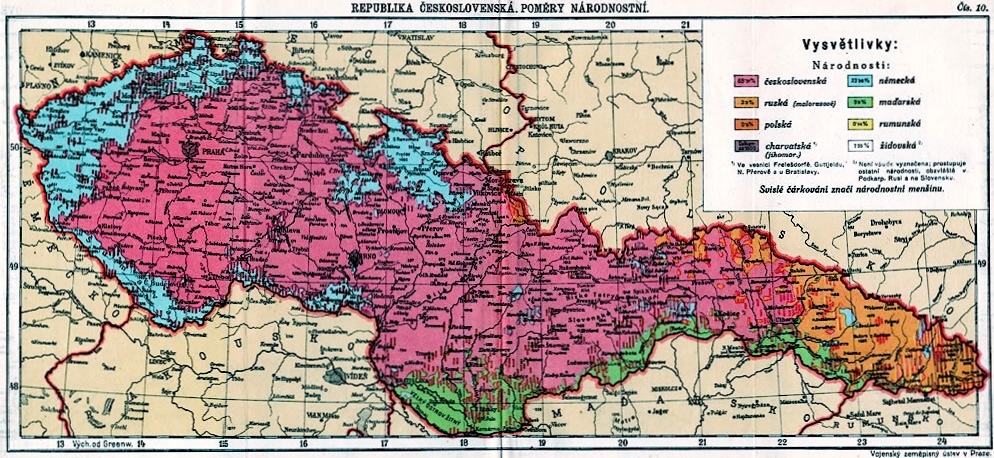
Národnosti na území českých zemí podle sčítání lidu v roce 1930

16. září byla Sudetendeutsche Partei oficiálně zakázána. Byl vydán zatykač na Konráda Henleina a Karla Hermanna Franka, proti kterým bylo vedeno trestní řízení pro paragrafy 1 a 3 zákona na ochranu republiky (úklady a ohrožování bezpečnosti republiky). Lord Runciman odletěl do Londýna, aby se setkal s ministerským předsedou Chamberlainem a podal mu zprávu o průběhu událostí.
17. září jako reakci na zákaz SdP byl Konrádem Henleinem schválen vznik Sudetoněmeckého freikorpsu, který zahájil svou činnost v noci z 19. na 20. září 1938 přepady československých celnic a policejních stanic. Začalo docházet k ozbrojeným střetům. Náčelník Hlavního štábu československé branné moci armádní generál Ludvík Krejčí se obrátil na prezidenta Beneše a vládu se žádostí o okamžité povolání dvou ročníků zálohy. Tento požadavek byl odmítnut, přestože zpravodajská služba dodala hodnověrné informace o stahování německých divizí k hranicím ČSR. Za této situace podal generál Krejčí prezidentovi demisi, která byla také zamítnuta, ale požadavek na povolání jednoho ročníku byl naplněn.
18. září bylo v Praze zřízeno Ministerstvo propagandy, ministerský předseda Dr. Milan Hodža pronesl rozhlasový projev, ve kterém shrnul přehled o československém úsilí na zachování míru. Francouzi vyjádřili souhlas se stanoviskem britské vlády o revizi československých hranic podle sedmého tajného návrhu Edvarda Beneše předloženého Jaromírem Nečasem.[zdroj?]
19. září podle tajného sedmého návrhu E. Beneše předloženého Jaromírem Nečasem[zdroj?] navrhly oficiálně vlády Anglie a Francie československé vládě, aby hrozící ozbrojený konflikt mezi národnostními skupinami v ČSR řešila postoupením pohraniční oblasti s více než 50 % německého obyvatelstva (podle posledního rakouského sčítání lidu v roce 1910, zjišťujícího národnost podle tzv. obcovací řeči) Německu. Československá vláda však tento požadavek následujícího dne odmítla. Němci ve snaze o rozbití Československa začali hledat spojence mezi slovenskými nacionalisty, kteří usilovali o odtržení Slovenska.
20. září zaslalo vedení SSSR Edvardu Benešovi telegram, v němž Stalin a další sovětští činitelé potvrzovali, že jsou připraveni Československu pomoci, pokud se pomoci zúčastní i Francie, dle uzavřených smluv mezi SSSR a ČSR.

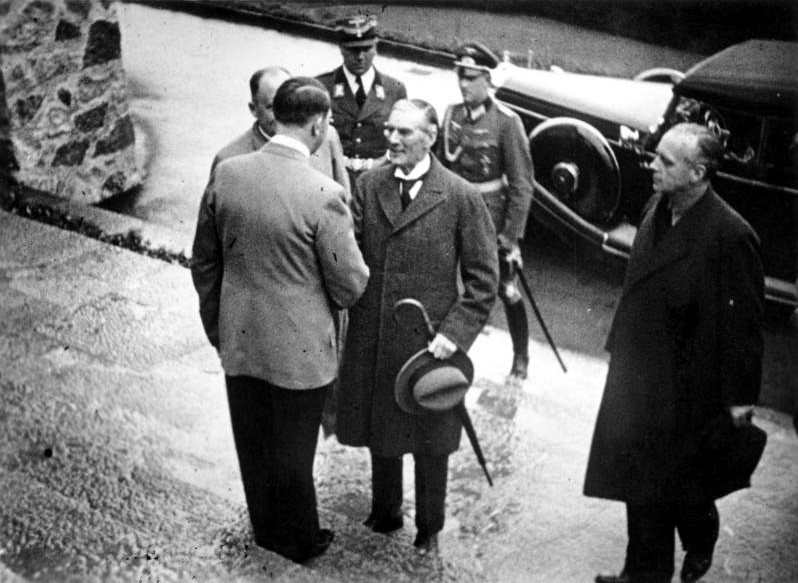
Adolf Hitler vítá britského premiéra Neville Chamberlaina na schodech Berghofu, 15. září 1938

V noci na 21. září vyslanci Velké Británie a Francie předložili Benešovi odpověď svých vlád: Oznámili, že pokud Československo nepřijme požadavky na odstoupení území s více než 50 % německého obyvatelstva, dojde k válce, za kterou bude odpovědné Československo a Francie ani Velká Británie se k ní nepřipojí. Beneš toto stanovisko považoval za ultimátum a zradu. Přislíbil, že svolá vládu a pokusí se odpověď doručit ještě téhož dne. Většina ministrů byla přijetí ultimáta nakloněná, ale obávali se protestů veřejnosti. Náčelník armády Ludvík Krejčí i generální inspektor Jan Syrový byli skeptičtí, že by armáda dokázala německý útok odrazit, nicméně slíbili, že armáda dodrží rozhodnutí vlády. Krejčí znovu žádal o vyhlášení mobilizace, opět neúspěšně. Když se Beneš ptal sovětského vyslance Alexandrovského, zda Rudá armáda přijde v případě války Československu na pomoc, dostal pouze vyhýbavou odpověď.
Československá vláda nakonec na požadavky Francie a Británie 21. září odpoledne přistoupila. Toto rozhodnutí bylo v Československu bráno jako kapitulace a vyvolalo demonstrace, které požadovaly, aby byl v souladu s ústavou svolán parlament a aby byla ustavena vláda skutečné obrany státu[zdroj?]. Večer dorazil mnohatisícový dav na Pražský hrad. Prezident Beneš spal a jeho žena ho odmítla vzbudit, dav nakonec uklidnil několika větami generál Syrový. Téhož dne vystoupil na obranu Československa ve Společnosti národů sovětský ministr zahraničí Maxim Litvinov, který podrobil nátlak na ČSR velké kritice.[zdroj?]
22. září se uskutečnila generální stávka[zdroj?], jejímž výsledkem byl pád Hodžovy vlády a nastolení úřednické vlády vedené generálem Janem Syrovým. Henleinovcům se podařilo obsadit celý Varnsdorf a zbytek Šluknovského výběžku.[zdroj?] Ve dnech 22. a 23. září Chamberlain znovu jednal s Hitlerem, tentokrát v Bad Godesbergu. Hitler žádal také splnění územních nároků Polska a Maďarska.[zdroj?] Německý ministr financí Lutz Schwerin von Krosigk napsal Hitlerovi dopis, ve kterém ho varoval, že Německo není připraveno na válku na dvou frontách; tento názor podpořila celá řada generálů.
23. září Československé jednotky znovu dobyly Šluknovsko, proti povstalcům podporovaným jednotkami SA a SS nastoupily dva prapory pěchoty s podporou útočné vozby.[zdroj?] Vlády Spojeného království a Francie změnily svůj postoj a doporučily Československu mobilizovat. Ve 22:15 československá vláda vyhlásila všeobecnou mobilizaci.
24. září probíhala mobilizace podle nástupového plánu VII, který se změnil na válečný plán.[zdroj?] Oproti Henleinovu rozkazu narukovalo asi 40 % sudetských Němců, nebylo však zřejmé, jestli se na ně může armáda spolehnout. Armádní štáb byl přemístěn do Račic na Vyškovsku. V Bruntále před půlnocí začala velká přestřelka mezi československými ozbrojenými složkami a SdFK.[zdroj?] Francouzská armáda začala obsazovat hranice s Německem, celkem šlo o 40 divizí.

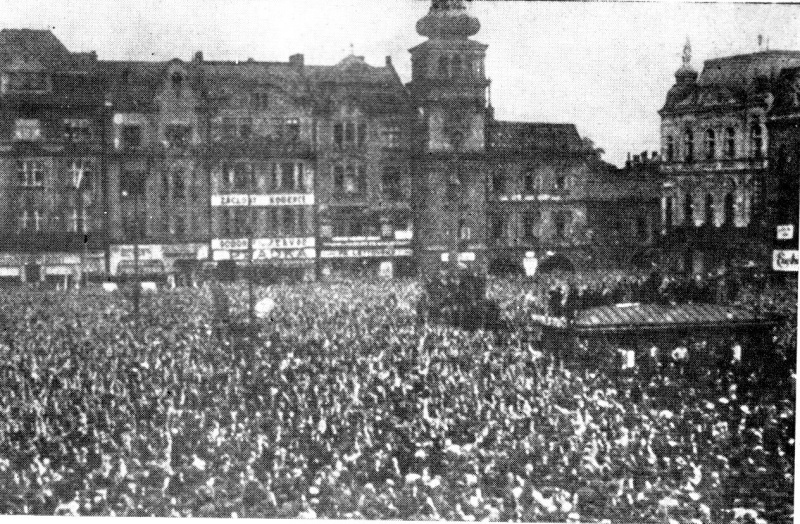
Manifestace na obranu republiky v Moravské Ostravě v září 1938

25. září britský velvyslanec předal československé vládě text Hitlerova memoranda z Godesbergu, a ta jej následně odmítla.[zdroj?] Francie oznamuje, že v případě německého útoku přijde Československu na pomoc.[zdroj?]
26. září vyslal Chamberlain svého vyjednavače Horace Wilsona k jednání s Hitlerem do Berlína.[zdroj?]

27. září Hitler zaslal britskému ministerskému předsedovi Chamberlainovi ultimativní dopis, ve kterém se opět domáhal svých požadavků, jejichž splnění požadoval do 14:00 následujícího dne. V opačném případě hrozil anšlusem Československa. Toho dne vyhlásil mobilizaci německé armády. Skupina německých generálů Hitlera varovala před zahájením války. Nadále pokračovala československá mobilizace, stejně jako ozbrojené střety v čs. pohraničí. Chamberlain promluvil 27. září v britském rozhlase a mimo jiné řekl: 
Jak je to hrozné, fantastické, neuvěřitelné, mají-li Britové připravovat zákopy a zkoušet plynové masky v Anglii pro spor v daleké zemi a mezi lidem, o němž my nevíme nic. (...) A i kdybychom měli sebevětší sympatie s malým národem, proti němuž stojí veliký a mocný soused, nemůžeme jednat za všech okolností tak, abychom přivedli celou britskou říši do války prostě jen kvůli němu.

 Britská admiralita vydala rozkaz k mobilizaci loďstva. Beneš požádal sovětského vyslance Alexandrovského o vyslání letadel, která den před tím Československu přislíbil vedoucí sovětské letecké mise v ČSR, ale sovětský svaz reagoval vyhýbavě.
Dne 28. září Neville Chamberlain upozornil v dopise Hitlera, že vláda Spojeného království se cítí být odpovědna za dodržení plánu z 21. září, ale Německo nesmí použít násilí. Na následující den byla do Mnichova svolána schůzka představitelů Německa, Itálie, Velké Británie a Francie. Sovětský svaz projevil snahu se schůzky zúčastnit, ale jeho zástupci pozváni nebyli. Jednání se nesměli zúčastnit ani vyslaní zástupci československé vlády, vyslanec Vojtěch Mastný a šéf kabinetu ministra zahraničí Hubert Masařík.

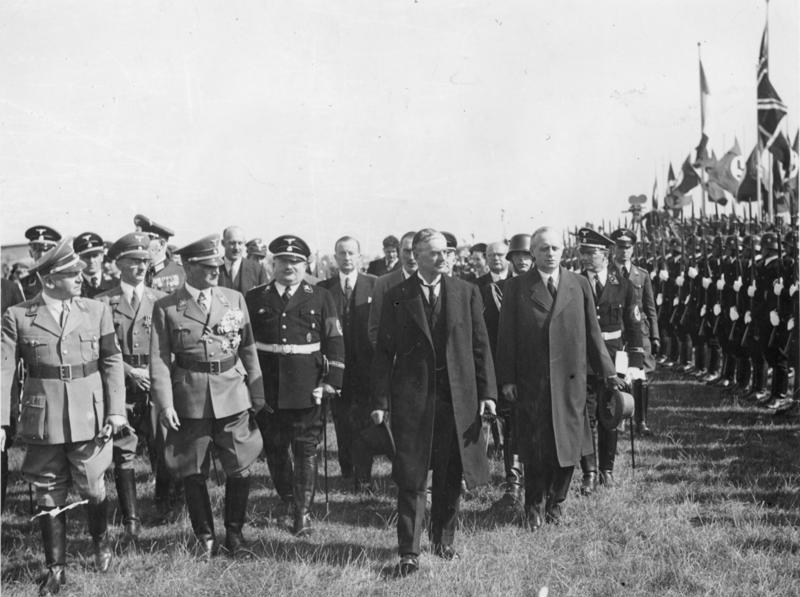
Chamberlain v doprovodu Ribbentropa je vítán v Mnichově

Dne 29. září byla zahájena jednání v Mnichově. Jednání se kromě Hitlera a Chamberlaina účastnili ještě francouzský premiér Édouard Daladier a italský diktátor Benito Mussolini. Ještě před zahájením jednání, jak upozornil historik Kvaček, řekl Hitler otevřeně Mussolinimu: „Současné Československo je třeba zlikvidovat, protože má k dispozici čtyřicet divizí a svazuje mi ruce vůči Francii.“ Hitler prohlašoval, že německá menšina v Československu je vystavena „barbarskému pronásledování“, a že dohoda o odstoupení pohraničních území je nutná, aby nemusel sáhnout k násilí. Mussolini Hitlerovy požadavky silně podporoval.
30. září brzy po půlnoci byla dohoda podepsána a předána vyslanci Mastnému, aby ji doručil do Prahy. Prezident Beneš se o jejím podepsání dozvěděl od svého tajemníka z německého rádia ve dvě hodiny ráno. Toho dne dopoledne zasedla na mimořádném zasedání československá vláda a rozhodla, že dohodu přijímá. Brzy poté podepsal generál Krejčí rozkaz potvrzující vydání území[zdroj?] a již následující den započalo obsazování pohraničí Německem.
Také Polsko a Maďarsko požádaly o postoupení částí československého území.

### Reakce na podpis dohody

#### V Československu
V neděli 2. října se v Praze sešlo několik významných osobností, a diskutovali možnost vojenského odporu. Schůzky se účastnili například pražský primátor Petr Zenkl, poslanec Národního sjednocení Ladislav Rašín, novinář Hubert Ripka, diplomat Hubert Masařík, předseda komunistů Klement Gottwald, generál Lev Prchala a plukovník Emanuel Moravec. Vyslali Emanuela Moravce za prezidentem Benešem, ten ale jejich návrhy odmítl a vzkázal, že situace není kritická a že brzy jmenuje novou vládu. Spiklenci zvažovali možnost vojenského převratu, k žádnému rozhodnutí ale nedošli.
4. října tzv. „Vláda obrany republiky“ Jana Syrového rezignovala. Nový kabinet sestavil Rudolf Beran.
Prezident Edvard Beneš na nátlak Němců 5. října 1938 na svou funkci abdikoval, a 22. října odletěl do Londýna. Novým prezidentem byl 30. listopadu 1938 zvolen Emil Hácha.
Slovenští nacionalisté se začali dožadovat svého práva na sebeurčení. 6. října byl Jozef Tiso jmenován ministrem pro Slovensko, už o den později se stal předsedou autonomní slovenské vlády. Autonomní vláda vznikla také na Podkrapatské Rusi. Rozhořely se různé pohraniční konflikty – se sudetskými Němci, kteří chtěli obsadit i území, které jim podle dohody připadnout nemělo (Bitva o Moravskou Chrastovou), s jednotkami Polska (Bitva u Čadce) i Maďarska.
V prosinci 1938 obě komory parlamentu odhlasovaly, že vláda a prezident mohou vládnout sami, a parlament se rozešel.

#### V zahraničí
Po mučivé zkušenosti z první světové války se francouzské obyvatelstvo velmi obávalo další války. Podpis mnichovské dohody byl přijat s nadšením, a premiér Daladier a ministr zahraniční Georges Bonnet byli oslavování jako zachránci míru. Náčelník francouzské vojenské mise v ČSR generál Louis Faucher na protest proti podpisu dohody rezignoval.[zdroj?]

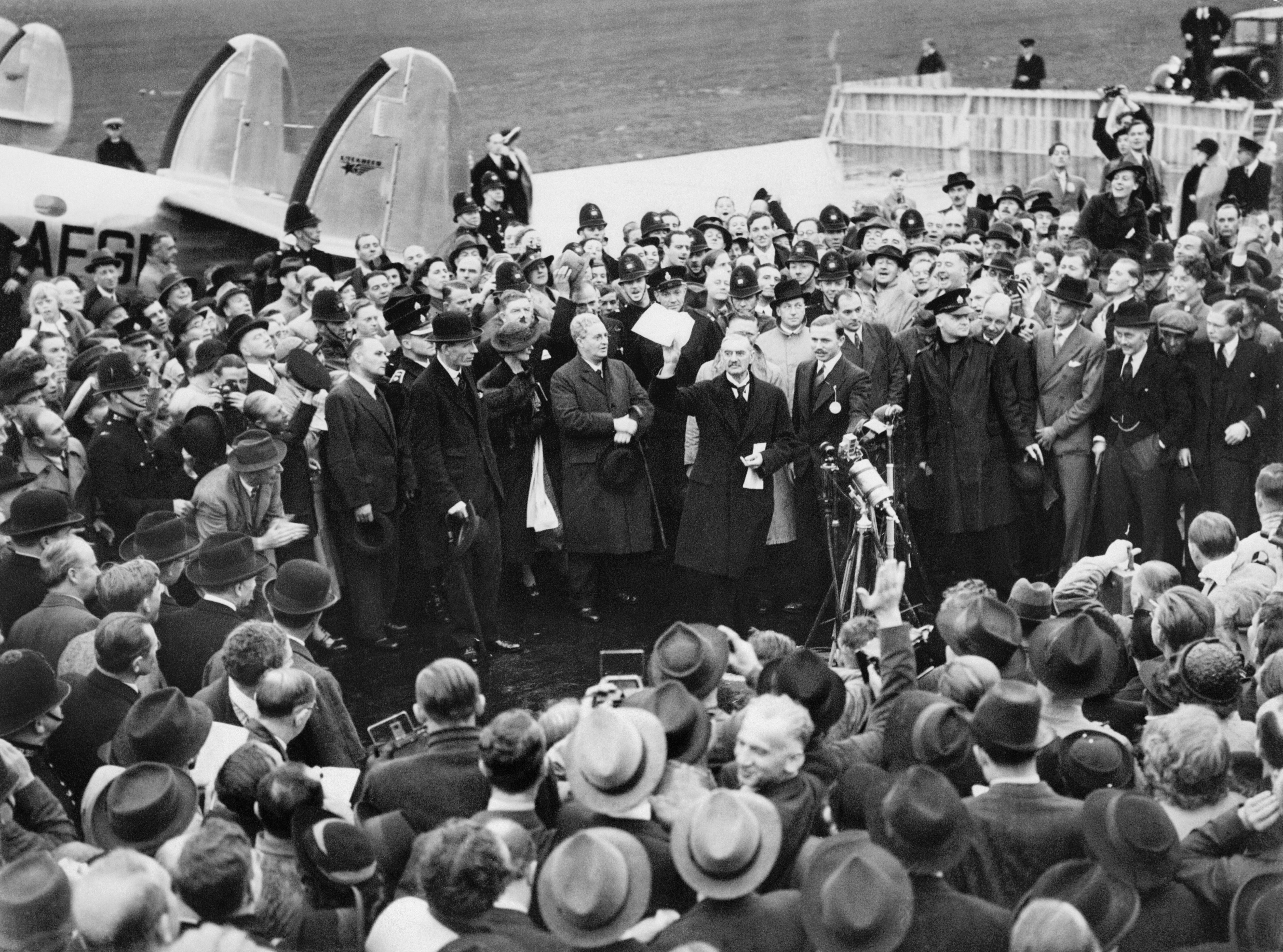
Neville Chamberlain oznamuje, že podpisem mnichovské dohody „přinesl mír“

Také Chamberlain, který prohlašoval, že dohoda zajistila „mír pro naší dobu“, byl v Londýně přijat s ovacemi. Na rozdíl od Francie ale nebyla v této otázce vláda Spojeného království jednotná; První lord admirality Duff Cooper na protest proti podpisu dohody rezignoval. Chamberlaina ostře kritizoval představitel vnitrostranické opozice v Konzervativní straně Winston Churchill.
Anglie měla na vybranou mezi válkou a hanbou; zvolila hanbu a bude mít válku. 
Winston Churchill po podepsání Mnichovské dohody, 
Dohodu silně kritizovala také Labouristická strana.[zdroj?] Francouzský i britský parlament dohodu schválily.
Bývalý německý císař Vilém poslal z exilu gratulaci do Londýna královně Mary; spolu s ní si myslel, že dohoda odvrátí válku. Byl to jeho první dopis anglickým příbuzným od první světové války.

## Obsah mnichovské dohody
Text dohody začíná preambulí: 
„Německo, Spojené království, Francie a Itálie, vzhledem k dohodě, které již bylo dosaženo ve věci odstoupení území Sudet Německu, ujednali následující podmínky uvedeného odstoupení a opatření z něj vyplývajících, a touto dohodou se zavazují k učinění opatření nezbytných k jejímu naplnění.“

Následuje osm odstavců, které popisují podmínky podstoupení území.
První a druhý odstavec určují, že vyklízení pohraničí započne 1. října a bude provedeno do 10. října, přičemž během něj nesmí dojít k ničení žádných existujících zařízení. Třetí odstavec říká, že podmínky vyklizení určí mezinárodní výbor, v němž budou mít své zástupce Německo, Spojené království, Francie, Itálie a Československo. Odstavec čtvrtý pak definuje čtyři pásma záboru, vyznačená na přiložené mapě, a data jejich obsazení německou armádou. V odstavci pátém a šestém je popsáno, jak a kdy mezinárodní výbor zajistí konání lidového hlasování na určeném zbývajícím území a na jeho základě rozhodne o konečné podobě pátého pásma záboru a nových hranic. Toto hlasování mělo být provedeno do konce listopadu, avšak Hitler již 5. října určil rozsah pátého pásma sám, a to na základě sčítání lidu z roku 1910. Zabrané území tak zahrnovalo všechny oblasti, kde byla v tomto roce nadpoloviční většina německého obyvatelstva.
Sedmý odstavec nařizuje zavedení opčního práva pro přesídlení do postoupených území nebo naopak pro vystěhování z nich. Podrobnosti opce pak měl určit německo-československý výbor. Poslední odstavec pak určuje povinnost československé vlády propustit z vojenských a politických jednotek všechny Němce, kteří si to budou přát. Zároveň jí nakazuje propustit všechny sudetoněmecké vězně zadržené za politickou trestnou činnost. Dohoda je datována 29. září 1938 (přestože byla přijata až po půlnoci) a podepsána Adolfem Hitlerem, Édouardem Daladierem, Benitem Mussolinim a Nevillem Chamberlainem. Sám Chamberlain jednal s Hitlerem celkem 9 hodin.

### Dodatky
Mnichovská dohoda obsahovala tři dodatky, které se týkaly mezinárodních záruk Československu v nově vzniklých hranicích, řešení problému polské a maďarské menšiny a dalších otázek. Součástí dodatků bylo i německo-anglické prohlášení o vzájemném neútočení a míru, v němž se doslova uvádí:
„My, německý Führer a kancléř a britský ministerský předseda, jsme dnes měli další schůzku a shodli jsme se v poznání, že otázka anglo-německých vztahů má prvořadou důležitost pro obě země a Evropu. Považujeme dohodu podepsanou včera v noci a anglo-německou dohodu o námořních silách za symboly přání obou našich národů nikdy již nejít do války jeden proti druhému.“

## Obsazení území
Po sepsání dohody bylo jako Sudetenland označováno veškeré území odstoupené pod nátlakem velmocí Československem hitlerovskému Německu. Obyvatelé české národnosti se mohli přihlásit k obnovenému občanství Československé republiky a přestěhovat se do ní. Češi, kteří v pohraničí zůstali, byli diskriminováni v zaměstnání i ve školách. Místní němečtí antifašisté, respektive jedinci, kteří se nepřipojili k masové podpoře nacistické strany a z různých důvodů zároveň nemohli odejít do českého vnitrozemí, začali být okamžitě zatýkáni.
Přestože se německá armáda připravovala na vojenský vpád do Československa (Fall Grün), možnost mírového obsazení pohraničí vyžadovala jiné uspořádání vojsk, a tak zábor Sudet provázely rozsáhlé manévry motorizovaných jednotek. Přesto však první oddíly překročily bývalou hranici hned 1. října ve 14 hodin. Mezi nimi a československou armádou byl udržován odstup dvou kilometrů, aby se předešlo incidentům. Hned následující den vstoupila na Těšínsko polská vojska. Již 3. října podnikl Adolf Hitler cestu po některých nově obsazených městech, kde byl německými obyvateli nadšeně přivítán. Do 10. října (konkrétně do devatenácti hodin) pak byla obsazena všechna území, jak předpokládala mnichovská dohoda. Zpočátku byla obsazená území pod vojenskou správou a 20. října byla předána do správy nově jmenovanému říšskému komisaři pro sudetoněmecké oblasti Konrádu Henleinovi. Němečtí generálové se seznámili se systémem československého opevnění, a vyjádřili úlevu, že ho nemuseli dobývat.

## Dopady na Československo

Pohraniční oblasti Československa anektované Německem, Polskem a Maďarskem a proněmecký Slovenský štát, který vyhlásil nezávislost 14. března 1939

Kapitulací skončila v Československu éra tzv. První republiky a začalo několik měsíců dlouhé období nazývané Druhá republika. Nově se stát nazýval Republika Česko-Slovenská. V důsledku mnichovské dohody přišlo Československo o svá historická pohraniční území na hranicích s Německem, která náležela zemím Koruny české od středověku, celkem šlo téměř o 30 000 čtverečních kilometrů území, na kterém žilo 3,75 milionu lidí, z toho 850 000 Čechů. Mnohdy se v Německu ocitly i ryze české obce. Jako náhradu za tato ztracená území poskytla Velká Británie Československu tzv. mnichovský úvěr. Docházelo k pronásledování německých antifašistů a Židů a k vyhánění Čechů. Celkem takto uprchlo 150 000 osob, z toho asi 115 000 Čechů. Těm, kteří v pohraničí zůstali, odebrali Němci národnostní a některá občanská práva. Židé a němečtí antifašisté byli posílání do koncentračních táborů.
Na večerním (19:30) mimořádném jednání vlády dne 29. září 1938 za účasti prezidenta Beneše bylo projednáno ultimátum polské vlády. Panovala shoda na potřebě jednat s Polskem a shoda na vstřícném postoji k polským požadavkům. Těsně před půlnocí 30. září[zdroj?] odevzdala polská vláda československé vládě ultimátum, v němž požadovala značnou část Těšínska, části Oravy, Spiše, Kysuc a Šariš.[zdroj?]  K dalším územním ztrátám Československa došlo na začátku listopadu 1938, kdy ve Vídni skončila arbitrážní jednání o československo-maďarské hranici. Ve dnech 5. až 10. listopadu muselo Československo odstoupit část jižního a východního Slovenska jakož i téměř polovinu Podkarpatské Rusi Maďarsku. Celkové ztráty pomnichovského Československa tak činily 41 098 km² a 4 879 000 obyvatel. 1,25 milionu lidí se přes noc stali ve svých domovech cizinci.

### Ekonomika a doprava
Odstoupením pohraničních území Německu, Polsku a Maďarsku byla pozice Československé republiky značně oslabena. Země ztratila třetinu svého území, což znamenalo přetrhání dlouholetých vazeb, hlavně v ekonomice a dopravě. Musela být přeorganizována železniční síť, neboť některé do té doby hlavní železniční trati (přes Českou Třebovou, Český Těšín, či Košice) se nyní staly peážními, tedy vedenými přes cizí území. Byly vypracovány projekty nových tratí a stejně byl upraven i projekt první československé dálnice. Páteřní spoje nyní procházely přes Havlíčkův Brod, Vsetín, či Martin. Spojení s Podkarpatskou Rusí, které bylo vybudováno po vzniku republiky, bylo nyní na území Maďarska a bylo jej nutné opět vystavět.
Oblasti, které získalo hlavně Německo, byly průmyslově poměrně dobře rozvinuté a provázané se zbytkem Československé republiky, neboť se jednalo o souvislé území v podstatě již od začátků zprůmyslnění tehdejšího Rakouska. Hospodářská krize zasáhla právě tyto oblasti ale silněji než české vnitrozemí, neboť již na počátku 30. let se české pohraničí ekonomicky orientovalo na Německo, které bylo poměrně blízko. Ekonomický potenciál těchto oblastí mohla Třetí říše velmi snadno využít. Hůře na tom bylo Maďarsko, které získalo hlavně území zemědělského charakteru. Celkem Československo ztratilo asi 40 % svého průmyslu. Počet nezaměstnaných se do konce roku 1938 zdvojnásobil, ze 70 na 140 tisíc.
4. března 1939 donutili Němci Národní banku Československou, aby převedla 14,5 tuny zlata ze státních zlatých rezerv na německou centrální banku (Reichsbank).

### Obranyschopnost
Poté, co Československo ztratilo své pohraniční opevnění, které podle mnichovské dohody muselo vojsko do 10 dnů opustit bez toho, že by pevnosti poškodilo, nebylo pro německou armádu těžké zbytek státu obsadit. K tomu došlo 15. března 1939, o den později byl zřízen Protektorát Čechy a Morava. Slovensko již 14. března vyhlásilo samostatnost.

### Společenské klima
Po přijetí mnichovské dohody propuklo v národě zoufalství. Začala se rozmáhat nenávist vůči cizincům, Židům a demokratům. Morálka lidí se hroutila. Přívrženci Masaryka a Beneše byli zesměšňování a vyhazování ze zaměstnání.

## Možnosti vojenské obrany

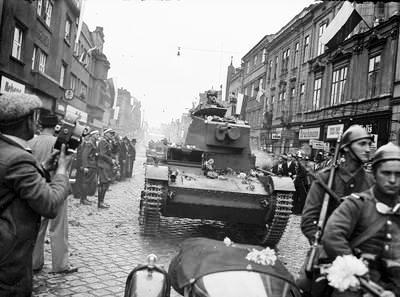
Polsko na základě ultimáta anektovalo východní část Těšínska

Podle některých historiků by československé odmítnutí dohody a následná válka znamenala porušení mezinárodních dohod a na Československo by bylo nahlíženo jako na původce války. Československo dokázalo během pěti dnů shromáždit 1 128000 vojáků a bylo připraveno se bránit. Mobilizačního rozkazu neuposlechlo zhruba 126 tisíc mužů, z toho 100 tisíc Němců. Polovina československých Němců tak mobilizačního rozkazu uposlechla. Jednotky, kde Němci sloužili, nebyly většinou dislokovány v kritických oblastech nebo v první linii (obvykle týlové jednotky a zásobování). Překvapivě loajální se ukázali maďarští a rusínští odvedenci.
Německo ale po připojení Rakouska k „Třetí Říši“ v březnu 1938 obklopovalo Československo ze severu, západu i jihu. Dle teorií některých historiků by byl útok ze všech stran na západní polovinu státu nejspíše zdrcující, což byl také jeden z argumentů, které padly při jednání o dohodě. Armáda by se musela pokusit stáhnout na Moravu, odkud by mohl být veden odpor maximálně po dobu několika týdnů.
Dle historika Jana Tesaře by i přes očekávanou odvahu a bojovou rozhodnost Československé armády nemohla vojska společného státu dlouhodobě odolávat mnohem silnějšímu nepříteli. Nemohla okamžitě počítat s žádnou pomocí od SSSR, naopak musela počítat s tím, že Maďarsko a Polsko využijí jejího oslabení u svých hranic a pokusí se přiživit na německé kořisti. Diskuse o možnosti obrany budou pravděpodobně stále přetrvávat.
Němečtí generálové, kteří se seznámili se systémem československého opevnění, ho považovali za hrozivý, a byli rádi, že ho nemuseli dobývat. Při pokusné střelbě se ukázalo, že německá děla neměla proti československým bunkrům zamýšlenou účinnost.

## Legalita a neplatnost mnichovské dohody

### Porušení mezinárodního práva

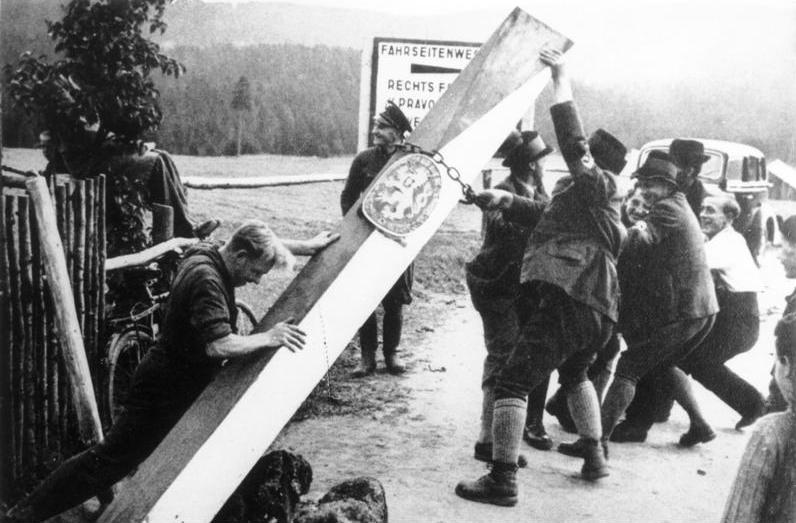
Odstraňování československých hraničních orientačních sloupů Sudetskými Němci

Neplatnost mnichovské dohody není vykládána jednoznačně. Důvodem pro nejednoznačnost výkladu jsou rozdílné pohledy znalců mezinárodního práva na donucení (zvláště protiprávní) a právní kontinuitu Československa.[zdroj?]
K neplatnosti mnichovské dohody z hlediska mezinárodního práva by nejlépe posloužilo tvrzení, že byla vynucena pod nátlakem a pod hrozbou války, čímž byl ze strany Německa porušen Briandův–Kelloggův pakt. Československo bylo tak postaveno do nevýhodné situace: buď se podvolit mnichovské dohodě, nebo riskovat válku v nevýhodné mezinárodní situaci.
Norimberský soud v 1946 prohlásil mnichovskou dohodu za neplatnou, s tím, že trpí nedostatkem vůle, protože Německo v době jejího uzavření nemělo v úmyslu ji dodržet. K vyhrožování válkou lze poukázat na německý vojenský plán Fall Grün.
Dalším argumentem pro neplatnost mnichovské dohody je její vlastní porušení ze strany Německa.

### Porušení československého ústavního práva
Pokud by bylo nahlíženo na mnichovskou dohodu jako na mezinárodní smlouvu signovanou vládou ČSR, kterou mnichovská dohoda nebyla, tak z hlediska československého ústavního práva představuje postup přijetí mnichovské dohody porušení § 3 odst. 1 a § 64 odst. 1 bodu 1 ústavní listiny Československé republiky, podle kterých bylo možné měnit státní území republiky pouze se souhlasem Národního shromáždění a to ústavním zákonem. Prezident a vlády tedy nedisponovali pravomocemi k přijetí mnichovské dohody. Prezident a vlády mnichovskou dohodu nepředložili Národnímu shromáždění ze strachu, aby nebyla schválena a rezignovali.

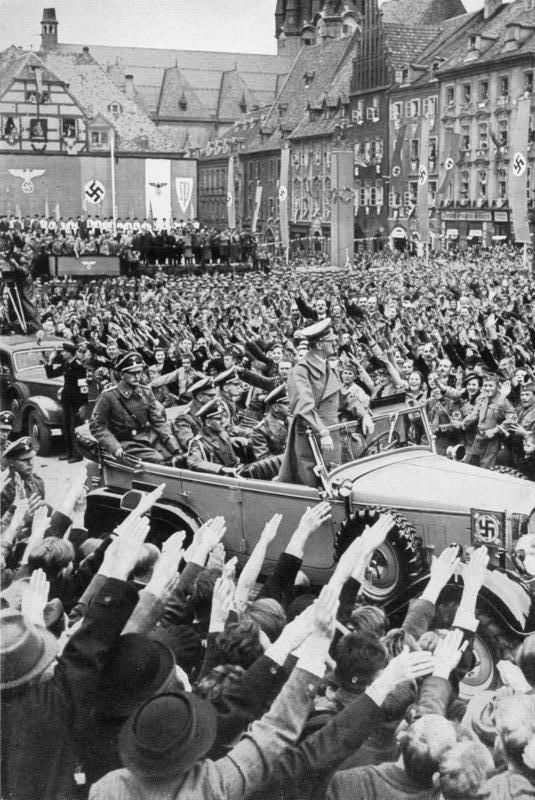
Sudetští Němci v Chebu vítají Adolfa Hitlera

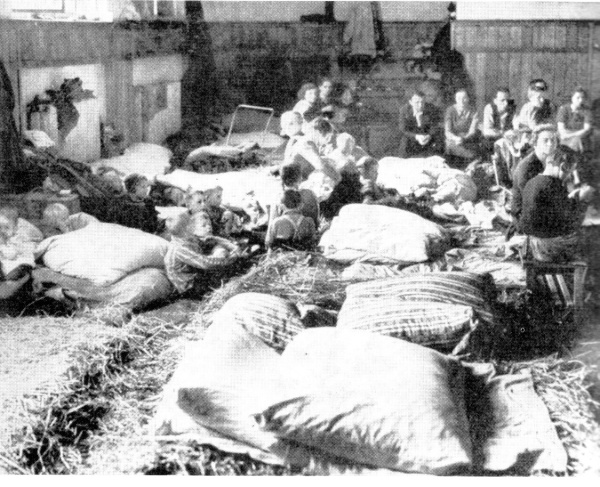
Čeští uprchlíci z pohraničí

Dohoda se může vykládat jinak z českého (resp. československého) či britského nebo německého pohledu. Především česká strana soudí, že dohoda je od samého začátku, tedy „ab initio“, neplatná, německá strana uvádí, že Edvard Beneš neopouštěl Československo jako prezident, ale jako soukromá osoba a jistá mezinárodní právní platnost československé vlády existovala, jelikož ve válečném stavu se Československo či později Česko-Slovensko nemohlo nalézat dřív než po vypuknutí války. Společnost národů se měla právním stavem okupací okleštěné ČSR a následným vznikem protektorátu zabývat v září 1939, ale k tomuto jednání již vzhledem útoku na Polsko nedošlo.[zdroj?]
Podle mezinárodněprávní teze Hermanna Raschhofera, uveřejněné v roce 1953, byla mnichovská dohoda pouze prováděcí dohodou zásady odstoupení Sudet, kterou československá vláda údajně přijala již 21. srpna 1938, a je tudíž platná.

## Postoje velmocí k neplatnosti mnichovské dohody

### Spojené království
Úporné snahy československé exilové vlády o „oduznání“ mnichovské dohody úzce souvisela s vytvořením konstrukce, že Československá republika byla ve válečném stavu s Německem již od 17. září 1938, tedy celý rok před vlastním vypuknutím druhé světové války útokem na Polsko. Úplné zrušení dohody nebylo ve Velké Británii možné z důvodu neexistence retroaktivity v angloamerickém právu.[zdroj⁠?!] Mnichovská dohoda byla ve Spojeném království považována za platnou, ale byla zneplatněna postojem vlády.[zdroj⁠?!] Její „zneplatnění“ se opírá především o stanovisko ve výroku (viz precedens) premiéra Winstona Churchilla ze dne 30. září 1940, kdy v rozhlase vyjádřil svůj úsudek: „Mnichovská dohoda je mrtvá, neboť byla zničena muži bez skrupulí, kteří kontrolují osud Německa.“ Dne 11. listopadu 1940 dokonce britské ministerstvo zahraničí potvrdilo, že sice není vázáno smlouvou z Mnichova, ale co se týká[zdroj⁠?!] československých hranic, nechce hledat jiné řešení než to, které bylo na mnichovské konferenci nalezeno; k porušení této dohody a k jejímu zneplatnění došlo samovolně Německem dnem zničení či okupací okleštěné Československé republiky, tedy 15. března 1939, ale výsledek dohody akceptuje. V podstatě Spojené království změnilo svůj postoj k mnichovské dohodě až na pozadí atentátu na zastupujícího říšského protektora Reinharda Heydricha.
Spojené království prohlásilo dohodu za neplatnou 5. srpna 1942 s odůvodněním, že ji samo Německo porušilo už 15. března 1939, a tedy Spojené království již smlouvou též není vázané. 18. září 1990 britská ministerská předsedkyně Margaret Thatcherová prohlásila, že její země zklamala Československo svou účastí při podpisu mnichovské dohody, a dodala, že na to vzpomíná s pocitem studu.
Spojené království se za mnichovskou dohodu nikdy oficiálně neomluvilo.

### Francie
Francie podpis mnichovské dohody odvolala 29. září 1942 a to podpisem generála Charlese de Gaulla. Toto odvolání je také podepsáno zahraničním komisařem Maurice Dejeanem a formuluje neplatnost od samého počátku, tedy formulace je stejná jakou požadovala československá strana. Později došlo také ke vzniku československo-francouzské deklarace a to 22. srpna 1944. Zde je opět formulace o neplatnosti od samého počátku, (francouzsky nuls et non-avenus). Francouzské stanovisko vyvolalo protesty Polska, které po Mnichovu okupovalo Těšínsko.
29. září 1942 prohlásil Francouzský národní výbor dohodu za zcela neplatnou (nulitní): „Francouzský národní výbor ... zavrhuje dohody podepsané v Mnichově dne 29. září 1938. Francouzský národní výbor slavnostně vyhlašuje, že pokládá tyto dohody hned od počátku za neplatné, stejně jako veškeré další akty, ke kterým došlo při provádění nebo v důsledku těchto dohod.“ Podle Jana Němečka Francie (exilová vláda) neuznala žádné územní změny, ke kterým v roce 1938 došlo, a zavazovala se podporovat obnovu Československa v předmnichovských hranicích. Toto stanovisko potvrdilo po vzniku francouzské prozatímní vlády i společné prohlášení obou exilových vlád 22. srpna 1944, které prohlásilo mnichovské dohody se všemi jejich následky za „neplatné hned od jejich počátku (nul et non avenu)“.

### Itálie
Opět stanovisko k dohodě, které zní nuls et non-avenus čili od samotného počátku. Italské stanovisko bylo nejvstřícnějším krokem odvolání mnichovské dohody a obsahovalo snad i prvky jakési omluvy za tento postoj (porušení svobody a celistvosti státu atd.) Italský kabinet ho vydal pod nátlakem spojenců. Itálie mnichovskou dohodu uznala za neplatnou od samého počátku dne 26. září 1944, kdy se usnesla na stanovisku: „Italská vláda slavnostně prohlašuje, že pokládá od počátku za neplatné dohodu mnichovskou z 29. září 1938 a arbitrážní rozhodnutí Ciano-Ribbentrop, formulované ve Vídni dne 2. listopadu 1938, jakož i všechny ostatní akty, jež jakožto důsledek těchto dohod a rozhodnutí směřovaly ke škodě nezávislosti a celistvosti Republiky československé. Vláda italská prohlašuje před světem a dějinami, že všechny tyto akty a dohody byly zradou smýšlení a vůle italského lidu…“ Italský kabinet ale nekomentoval případ samostatnosti Slovenska a nijak se nezmiňoval o vzniku německého satelitu – Slovenského státu a jeho právním vztahu k Itálii, jelikož během slovenského dobrodružství byla podepsána řada smluv mezi Itálií a Slovenským státem a vedena různá koaliční jednání atd.[zdroj⁠?!]

### SSSR
Ministr zahraničí SSSR (Molotov) 9. června 1942 potvrdil obnovu Československa v předmnichovských hranicích a pomoc v případném jednání s Polskem (opětovný spor o Těšínsko).

### Německo
Nejsložitější situace panovala ohledně mnichovské dohody mezi Československem a Německem, jelikož právní důsledky bylo potřeba řešit, navíc se dvěma státy. A to se SRN a poté se sovětským satelitem NDR. Problémy mnichovské dohody v německém okruhu se měly vyřešit už při kapitulaci Německa, ale nakonec se situace zkomplikovala. Některé problémy:
- stanovení počátku válečného stavu, československá strana požaduje rok 1938, německá až září 1939: vypuknutí druhé světové války
- NDR v roce 1950 a 1967 prohlásila neplatnost dohody od samého počátku
- SRN stanovila 11. prosince 1973 nulitu mnichovské dohody a v mnoha bodech zastávala odlišný její výklad, problematický zde byl také březen 1939 jako krok nutný pro stabilizaci hospodářství, jelikož české země po ztrátě 25 procent území nebyly životaschopné atd.
- v roce 1997 mělo dojít k vyjasnění problematiky a vznikla Česko-německá deklarace.

V roce 1973 byla mnichovská dohoda ve vzájemných vztazích mezi Německou spolkovou republikou a Československou socialistickou republikou prohlášena pražskou smlouvou za nicotnou a nulitní v souladu s touto smlouvou.
V letech 1968–1969 ji konference OSN o správnosti mezinárodních smluv prohlásila za neplatnou.
V roce 1993 zaniklo Československo jako subjekt mezinárodního práva a tedy stát, vůči komu tato nulitní dohoda směřovala. Vznikem dvou suverénních států Slovenska a České republiky až zápisem do „matriky států“ dne 16. ledna 1993 (na základě žádosti Valnému shromáždění OSN) lze určit vznik nových dvou suverénních států čili subjektů mezinárodního práva a tedy těch, které nebyly účastny Pařížských mírových dohod směřovaných vůči Německu a Maďarsku.

## Povědomí o událostech roku 1938
Z průzkumu pro organizaci Post Bellum, který provedla na jaře 2018 agentura NMS Market Research, vyplynulo, že téměř 50 % dotázaných Čechů neví, co se stalo v roce 1938. Ve věkové kategorii 18 až 24 let nemá povědomí o událostech z roku 1938 okolo 60 % dotázaných.